# Marshallella rubripes
Marshallella rubripes är en insektsart som beskrevs av Goding 1927. Marshallella rubripes ingår i släktet Marshallella och familjen hornstritar. Inga underarter finns listade i Catalogue of Life.